# 1955-1956シーズンのNBA
1955-1956シーズンのNBAは、NBAの10回目のシーズンである。シーズンは1955年11月5日に始まり、1956年4月7日に全日程が終了した。

## シーズン前

### ドラフト
ドラフトではディック・リケッツがミルウォーキー・ホークスから全体1位指名を受けた。またモーリス・ストークス、ケニー・シアーズが指名を受けている。地域ドラフトではディック・ガーメイカー、トム・ゴーラが指名を受けた。

### その他
- ミルウォーキー・ホークスはウィスコンシン州ミルウォーキーからミズーリ州セントルイスに移転し、セントルイス・ホークスに改称した。
- 前季途中にボルティモア・ブレッツが解散したため、NBA発足時に17あったチームは、半分以下の8チームまで減った。冬の時代と言える当時を生き残ったこの8チームは、2008年現在まで存続している。

## シーズン

### オールスター
- 開催日：2月24日
- 開催地：ニューヨーク
- オールスターゲーム　イースト 108－94 ウエスト  MVP：ボブ・ペティット　（セントルイス・ホークス）

### イースタン・デビジョン
| チーム                         | 勝 | 負 | 勝率 | ゲーム差 |
| ------------------------------ | -- | -- | ---- | -------- |
| フィラデルフィア・ウォリアーズ | 45 | 27 | .625 | -        |
| ボストン・セルティックス       | 39 | 33 | .542 | 6        |
| ニューヨーク・ニックス         | 35 | 37 | .486 | 10       |
| シラキュース・ナショナルズ     | 35 | 37 | .486 | 10       |

### ウエスタン・デビジョン
| チーム                       | 勝 | 負 | 勝率 | ゲーム差 |
| ---------------------------- | -- | -- | ---- | -------- |
| フォートウェイン・ピストンズ | 37 | 35 | .514 | -        |
| ミネアポリス・レイカーズ     | 33 | 39 | .458 | 4        |
| セントルイス・ホークス       | 33 | 39 | .458 | 4        |
| ロチェスター・ロイヤルズ     | 31 | 41 | .431 | 6        |

### スタッツリーダー
| 部門     | 選手                 | チーム                         | 記録  |
| -------- | -------------------- | ------------------------------ | ----- |
| Points   | ボブ・ペティット     | セントルイス・ホークス         | 1,849 |
| Rebounds | ボブ・ペティット     | セントルイス・ホークス         | 1,164 |
| Assists  | ボブ・クージー       | ボストン・セルティックス       | 642   |
| FG%      | ニール・ジョンストン | フィラデルフィア・ウォリアーズ | 45.7  |
| FT%      | ビル・シャーマン     | ボストン・セルティックス       | 86.7  |

※1969-70シーズン以前はアベレージよりも通算でスタッツリーダーが決められていた。

### 各賞
- 最優秀選手: ボブ・ペティット, セントルイス・ホークス
- ルーキー・オブ・ザ・イヤー: モーリス・ストークス, ロチェスター・ロイヤルズ
- All-NBA First Team:
  - ボブ・クージー, ボストン・セルティックス
  - ポール・アリジン, フィラデルフィア・ウォリアーズ
  - ニール・ジョンストン, フィラデルフィア・ウォリアーズ
  - ボブ・ペティット, セントルイス・ホークス
  - ビル・シャーマン,ボストン・セルティックス
- All-NBA Second Team:
  - ドルフ・シェイズ, シラキュース・ナショナルズ
  - モーリス・ストークス, ロチェスター・ロイヤルズ
  - スレーター・マーティン, ミネアポリス・レイカーズ
  - ジャック・ジョージ, フィラデルフィア・ウォリアーズ
  - クライド・ラブレット, ミネアポリス・レイカーズ

### シーズン概要
- 最優秀選手が新設され、初代にはプロ2年目のボブ・ペティットが選ばれた。さらに得点王とリバウンド王にも輝いており、三冠を達成している。ペティットはセントルイス・ホークスにとって最初のスーパースターであり、NBAにとってもジョージ・マイカン以後最大のスター選手だった。
- 前季チャンピオンのシラキュース・ナショナルズはデビジョン最下位に転落した。ナショナルズがプレーオフ進出を逃すほどの混戦だったイースタン・デビジョンとは対照的に、ウエスタン・デビジョンは勝率5割を上回ったのはフォートウェイン・ピストンズだけだった。
- 1954年に引退したジョージ・マイカンがミネアポリス・レイカーズに復帰する。レイカーズはデビジョン2位の位置に付けたものの、勝率はチーム史上初めて5割を切った。
- ショットクロック導入から2年目を迎えたリーグ全体の平均得点はさらに跳ね上がり、99.0得点まで上昇した。

## プレーオフ・ファイナル
|  | Division Semifinals | Division Semifinals | Division Semifinals |              |   | Division Finals | Division Finals | Division Finals |  |  | NBA Finals | NBA Finals | NBA Finals |
|  |                     |                     |                     |              |   |                 |                 |                 |  |  |            |            |            |
|  |                     |                     |                     |              |   |                 |                 |                 |  |  |            |            |            |
|  |                     | 1                   | ピストンズ          | 3            |   |                 |                 |                 |  |  |            |            |            |
|  | Western Division    | 1                   | ピストンズ          | 3            |   |                 |                 |                 |  |  |            |            |            |
|  |                     |                     | 3                   | ホークス     | 2 |                 |                 |                 |  |  |            |            |            |
|  | 3                   | ホークス            | 3                   | ホークス     | 2 | 2               |                 |                 |  |  |            |            |            |
|  | 3                   | ホークス            |                     |              |   | 2               |                 |                 |  |  |            |            |            |
|  | 2                   | レイカーズ          | 1                   |              |   |                 |                 |                 |  |  |            |            |            |
|  |                     |                     |                     |              |   |                 |                 |                 |  |  | W1         | ピストンズ | 1          |
|  |                     |                     | E1                  | ウォリアーズ | 4 |                 |                 |                 |  |  |            |            |            |
|  |                     |                     |                     |              |   |                 |                 |                 |  |  |            |            |            |
|  |                     |                     |                     |              |   |                 |                 |                 |  |  |            |            |            |
|  |                     | 1                   | ウォリアーズ        | 3            |   |                 |                 |                 |  |  |            |            |            |
|  | Eastern Division    | 1                   | ウォリアーズ        | 3            |   |                 |                 |                 |  |  |            |            |            |
|  |                     |                     | 3                   | ナショナルズ | 2 |                 |                 |                 |  |  |            |            |            |
|  | 3                   | ナショナルズ        | 3                   | ナショナルズ | 2 | 2               |                 |                 |  |  |            |            |            |
|  | 3                   | ナショナルズ        |                     |              |   | 2               |                 |                 |  |  |            |            |            |
|  | 2                   | セルティックス      | 1                   |              |   |                 |                 |                 |  |  |            |            |            |

初代NBA（BAA）チャンピオンのフィラデルフィア・ウォリアーズが、8年ぶりに王座に返り咲いた。当時のウォリアーズには3年連続得点王のニール・ジョンストンを始め、豊富なシュートオプションを持つポール・アリジン、ジョー・グラボウスキーにルーキーのトム・ゴーラと豪華な面々が揃っていた。
2年連続でファイナル敗退となったフォートウェイン・ピストンズは、次にファイナルに進出できるのは32年後の1988年である。

## ラストシーズン
- マックス・ザスロフスキー　（1946-56）　シカゴ・スタッグズの創設メンバーであり、元得点王。スタッグズの解散後はニューヨーク・ニックス、フォートウェイン・ピストンズを渡り歩いた。彼とコニー・シモンズの引退で、NBA（BAA）創立時からの選手は全て引退した。
- ジョージ・マイカン　（1948-54 1955-56）　1954年に一度引退して後、1年を挟んで現役に復帰したが、このシーズンは37試合の出場に留まり、成績も全盛期に比べると低水準となる10.5得点8.3リバウンドに留まった。シーズン終了後に2度目の引退を表明し、選手生活にピリオドを打った。